# WildBrain
 (décembre 2019).
WildBrain est une entreprise canadienne de médias fondée en 2006 sous le nom de DHX Media par la fusion de Decode Entertainment et Halifax Film Company.

## Historique
Le 4 décembre 2007, DHX Media achète le studio d'animation Studio B Productions,,, qui est renommé DHX Media/Vancouver le 22 décembre 2010. 
Le 20 août 2012, DHX Media annonce son intention d'acheter Cookie Jar Group pour 111 millions d'USD,,, acquisition finalisée en octobre 2012,.
Le 28 novembre 2013, DHX Media annonce vouloir acheter pour 170 millions de dollars canadiens les chaînes canadiennes Family, Disney XD et Disney Junior à la suite de la fusion d'Astral Media et Bell Media.
Le 24 juillet 2014, le CRTC valide l'achat par DHX Media des chaînes canadiennes Family, Disney Channel et Disney Junior détenues par Bell Media .

## Organisation

### Studios de télévision et d'animation
- Decode Entertainment
- Halifax Film Company
- Studio B Productions
- Cookie Jar Group
- Ragdoll Productions
- Epitome Pictures
- DiC Entertainment

### Chaînes de télévision
- Family
- WildBrainTV
- Télémagino
- Family Jr.

### Productions
- Max Steel[13]
- Tempête de boulettes géantes[14]
- Bob le Bricoleur[14]
- Sam le pompier[14]
- Sous les mers[14]
- Les Télétubbies (dès la saison 6)[15]
- Inspecteur Gadget (2015)[16]
- La Boucle infernale[16]
- Slugterra : Les Mondes souterrains [17]
- Les Faucons de l'orage[17]
- Ninjago : Les Maîtres du Spinjitzu (à partir de la saison 11)
- Ninjago : Le Soulèvement des Dragons
- Supernoobs[18]
- Chuck, fais ton choix ![19]
- Chip et Patate
- Sonic Prime
- The New Ghostwriter Mysteries (1997, Co-Production avec Sesame Workshop, CBS et M6)